# Temporada 1998-99 de los Minnesota Timberwolves
La temporada 1998-99 fue la décima de los Minnesota Timberwolves en la NBA. La temporada regular acabó con 25 victorias y 25 derrotas, ocupando el octavo puesto de la conferencia Oeste, clasificándose para los playoffs, en los que cayeron en primera ronda ante los San Antonio Spurs. Debido a un cierre patronal, la temporada regular comenzó el 5 de febrero de 1999 y se redujo de 82 partidos a 50.

## Elecciones en elDraft
| Ronda | Puesto | Jugador          | Posición  | Nacionalidad   | Universidad/Club |
| ----- | ------ | ---------------- | --------- | -------------- | ---------------- |
| 1     | 17     | Rasho Nesterovič | Pívot     | Eslovenia      | Kinder Bologna   |
| 2     | 46     | Andrae Patterson | Ala-Pívot | Estados Unidos | Indiana          |

## Temporada regular
| División Medio Oeste     | División Medio Oeste | División Medio Oeste | División Medio Oeste | División Medio Oeste | División Medio Oeste | División Medio Oeste | División Medio Oeste | División Medio Oeste |
| Equipo                   | G                    | P                    | %                    | PD                   | Casa                 | Fuera                | Div                  |                      |
| ------------------------ | -------------------- | -------------------- | -------------------- | -------------------- | -------------------- | -------------------- | -------------------- | -------------------- |
| y-San Antonio Spurs      | 37                   | 13                   | .740                 | –                    | 21–4                 | 16–9                 | 17–4                 |                      |
| x-Utah Jazz              | 37                   | 13                   | .740                 | –                    | 22–3                 | 15–10                | 15–3                 |                      |
| x-Houston Rockets        | 31                   | 19                   | .620                 | 6                    | 19–6                 | 12–13                | 12–9                 |                      |
| x-Minnesota Timberwolves | 25                   | 25                   | .500                 | 12                   | 18–7                 | 7–18                 | 11–9                 |                      |
| Dallas Mavericks         | 19                   | 31                   | .380                 | 18                   | 15–10                | 4–21                 | 8–12                 |                      |
| Denver Nuggets           | 14                   | 36                   | .280                 | 23                   | 12–13                | 2–23                 | 5–16                 |                      |
| Vancouver Grizzlies      | 8                    | 42                   | .160                 | 29                   | 7–18                 | 1–24                 | 3–18                 |                      |

## Playoffs

### Primera ronda
San Antonio Spurs  vs. Minnesota Timberwolves
| Fecha      | Partido                                         | Ciudad      |
| ---------- | ----------------------------------------------- | ----------- |
| 9 de mayo  | San Antonio Spurs 99, Minnesota Timberwolves 86 | San Antonio |
| 11 de mayo | San Antonio Spurs 71, Minnesota Timberwolves 80 | San Antonio |
| 13 de mayo | Minnesota Timberwolves 71, San Antonio Spurs 85 | Minneapolis |
| 15 de mayo | Minnesota Timberwolves 85, San Antonio Spurs 92 | Minneapolis |
|            | Seattle SuperSonics gana las series 3-1         |             |

## Estadísticas

### Temporada regular
| Jugador          | POS | PJ | PT | MJ    | REB | AST | ROB | TAP | PTS | MPP  | RPP  | APP | ROP | TPP | PPP  |
| ---------------- | --- | -- | -- | ----- | --- | --- | --- | --- | --- | ---- | ---- | --- | --- | --- | ---- |
| Sam Mitchell     | SF  | 50 | 20 | 1,344 | 182 | 98  | 35  | 16  | 561 | 26.9 | 3.6  | 2.0 | .7  | .3  | 11.2 |
| Bobby Jackson    | PG  | 50 | 12 | 941   | 135 | 167 | 39  | 3   | 353 | 18.8 | 2.7  | 3.3 | .8  | .1  | 7.1  |
| Dean Garrett     | C   | 49 | 37 | 1,054 | 257 | 28  | 30  | 45  | 270 | 21.5 | 5.2  | .6  | .6  | .9  | 5.5  |
| Tom Hammonds     | PF  | 49 | 0  | 716   | 136 | 20  | 8   | 7   | 212 | 14.6 | 2.8  | .4  | .2  | .1  | 4.3  |
| Kevin Garnett    | PF  | 47 | 47 | 1,780 | 489 | 202 | 78  | 83  | 977 | 37.9 | 10.4 | 4.3 | 1.7 | 1.8 | 20.8 |
| Joe Smith        | C   | 43 | 42 | 1,418 | 354 | 68  | 32  | 66  | 588 | 33.0 | 8.2  | 1.6 | .7  | 1.5 | 13.7 |
| Bill Curley      | PF  | 35 | 7  | 372   | 51  | 14  | 17  | 9   | 78  | 10.6 | 1.5  | .4  | .5  | .3  | 2.2  |
| Andrae Patterson | PF  | 35 | 0  | 284   | 65  | 15  | 19  | 7   | 114 | 8.1  | 1.9  | .4  | .5  | .2  | 3.3  |
| Malik Sealy      | SF  | 31 | 7  | 731   | 92  | 36  | 30  | 5   | 251 | 23.6 | 3.0  | 1.2 | 1.0 | .2  | 8.1  |
| Anthony Peeler   | SG  | 28 | 28 | 810   | 84  | 78  | 35  | 6   | 270 | 28.9 | 3.0  | 2.8 | 1.3 | .2  | 9.6  |
| Reggie Jordan    | SG  | 27 | 1  | 296   | 59  | 41  | 12  | 5   | 51  | 11.0 | 2.2  | 1.5 | .4  | .2  | 1.9  |
| Terrell Brandon† | PG  | 21 | 20 | 712   | 81  | 205 | 39  | 7   | 298 | 33.9 | 3.9  | 9.8 | 1.9 | .3  | 14.2 |
| Dennis Scott†    | SF  | 21 | 9  | 532   | 38  | 32  | 12  | 2   | 191 | 25.3 | 1.8  | 1.5 | .6  | .1  | 9.1  |
| Stephon Marbury† | PG  | 18 | 18 | 661   | 62  | 167 | 29  | 5   | 319 | 36.7 | 3.4  | 9.3 | 1.6 | .3  | 17.7 |
| James Robinson†  | PG  | 17 | 0  | 226   | 35  | 38  | 8   | 5   | 77  | 13.3 | 2.1  | 2.2 | .5  | .3  | 4.5  |
| Chris Carr†      | SG  | 11 | 2  | 81    | 12  | 7   | 1   | 1   | 23  | 7.4  | 1.1  | .6  | .1  | .1  | 2.1  |
| Brian Evans†     | SF  | 5  | 0  | 24    | 2   | 1   | 2   | 0   | 4   | 4.8  | .4   | .2  | .4  | .0  | .8   |
| Paul Grant†      | C   | 4  | 0  | 8     | 1   | 0   | 0   | 0   | 2   | 2.0  | .3   | .0  | .0  | .0  | .5   |
| Rasho Nesterović | C   | 2  | 0  | 30    | 8   | 1   | 0   | 0   | 8   | 15.0 | 4.0  | .5  | .0  | .0  | 4.0  |
| Trevor Winter    | C   | 1  | 0  | 5     | 3   | 0   | 0   | 0   | 0   | 5.0  | 3.0  | .0  | .0  | .0  | .0   |

- † Indica que el jugador jugó además en otro equipo durante la temporada. Las estadísticas reflejan únicamente el tiempo con los Timberwolves.

### Playoffs
| Jugador          | POS | PJ | PT | MJ  | REB | AST | ROB | TAP | PTS | MPP  | RPP  | APP | ROP | TPP | PPP  |
| ---------------- | --- | -- | -- | --- | --- | --- | --- | --- | --- | ---- | ---- | --- | --- | --- | ---- |
| Kevin Garnett    | PF  | 4  | 4  | 170 | 48  | 15  | 7   | 8   | 87  | 42.5 | 12.0 | 3.8 | 1.8 | 2.0 | 21.8 |
| Terrell Brandon  | PG  | 4  | 4  | 161 | 30  | 28  | 9   | 2   | 77  | 40.3 | 7.5  | 7.0 | 2.3 | .5  | 19.3 |
| Anthony Peeler   | SG  | 4  | 4  | 125 | 16  | 6   | 4   | 0   | 27  | 31.3 | 4.0  | 1.5 | 1.0 | .0  | 6.8  |
| Joe Smith        | C   | 4  | 4  | 120 | 26  | 5   | 2   | 8   | 30  | 30.0 | 6.5  | 1.3 | .5  | 2.0 | 7.5  |
| Dean Garrett     | C   | 4  | 3  | 92  | 16  | 5   | 2   | 3   | 22  | 23.0 | 4.0  | 1.3 | .5  | .8  | 5.5  |
| Sam Mitchell     | SF  | 4  | 1  | 131 | 14  | 6   | 1   | 2   | 40  | 32.8 | 3.5  | 1.5 | .3  | .5  | 10.0 |
| Malik Sealy      | SF  | 4  | 0  | 70  | 6   | 3   | 1   | 1   | 20  | 17.5 | 1.5  | .8  | .3  | .3  | 5.0  |
| Bobby Jackson    | PG  | 4  | 0  | 27  | 4   | 2   | 0   | 0   | 4   | 6.8  | 1.0  | .5  | .0  | .0  | 1.0  |
| Tom Hammonds     | PF  | 4  | 0  | 18  | 2   | 0   | 0   | 0   | 4   | 4.5  | .5   | .0  | .0  | .0  | 1.0  |
| James Robinson   | PG  | 4  | 0  | 10  | 1   | 0   | 0   | 0   | 3   | 2.5  | .3   | .0  | .0  | .0  | .8   |
| Rasho Nesterović | C   | 3  | 0  | 29  | 7   | 3   | 0   | 0   | 8   | 9.7  | 2.3  | 1.0 | .0  | .0  | 2.7  |
| Andrae Patterson | PF  | 2  | 0  | 7   | 4   | 2   | 0   | 0   | 0   | 3.5  | 2.0  | 1.0 | .0  | .0  | .0   |

## Galardones y récords
| Jugador       | Galardón                      |
| Kevin Garnett | 3.er Mejor quinteto de la NBA |